# Copa da Suécia de Futebol Feminino
A Copa da Suécia de Futebol Feminino – em sueco Svenska cupen i fotboll för damer – é um torneio anual, aberto aos clubes de futebol feminino suecos.

Este torneio é disputado desde 1981.

## Formato da competição
Têm direito a participar todos os clubes do Campeonato Sueco de Futebol Feminino (Damallsvenskan), Segunda Liga de Futebol Feminino da Suécia (Elitettan) e ainda 44 clubes das restantes divisões distritais.

## Campeões
Atualizado a 2 de maio de 2024 
- 1981	-	Jitex BK
- 1982	-	Jitex BK
- 1983	-	Sunnanå SK
- 1984	-	Jitex BK
- 1985	-	Öxabäcks IF
- 1986	-	Öxabäcks IF
- 1987	-	Öxabäcks IF
- 1988	-	Öxabäcks IF
- 1989	-	Öxabäck IF
- 1990	-	Malmö FF
- 1991	-	Öxabäck/Marks IF
- 1992	-	Älvsjö AIK]]
- 1993	-	Gideonsbergs IF
- 1994	-	Hammarby IF
- 1995	-	Hammarby IF
- 1996	-	Älvsjö AIK
- 1997	-	Malmö FF
- 1998/1999	-	Älvsjö AIK
- 1999/2000	-	Djurgårdens IF Dam
- 2000/2001	-	Umeå IK
- 2002	-	Umeå IK
- 2003	-	Umeå IK
- 2004	-	Djurgårdens IF Dam
- 2005	-	Djurgårdens IF Dam
- 2006	-	Linköpings FC
- 2007	-	Umeå IK
- 2008	-	Linköpings FC
- 2009	-	Linköpings FC
- 2010	-	KIF Örebro
- 2011 - BK Häcken FF (Kopparbergs/Göteborg FC)
- 2012 - BK Häcken FF (Kopparbergs/Göteborg FC)
- 2013 - Nenhum vencedor; a copa foi decidida em 2014
- 2014 - Linköpings FC
- 2015 - Linköpings FC
- 2016 - FC Rosengård
- 2017 - FC Rosengård
- 2018 - FC Rosengård
- 2019 - BK Häcken FF (Kopparbergs/Göteborg FC)
- 2020 - Nenhum vencedor, devido à Pandemia de COVID-19
- 2021 - BK Häcken FF
- 2022 - FC Rosengård
- 2023 - Hammarby IF DFF
- 2024 - Piteå IF Dam

## Títulos por clube
Atualizado a 2 de maio de 2024 
- 6 Títulos : Öxabäck IF (incluindo Mark IF)
- 6 Títulos : FC Rosengård (incluindo Malmö FF)
- 5 Títulos : Linköpings FC
- 4 Títulos : Umeå IK
- 4 Títulos : BK Häcken (incluindo Kopparbergs/Göteborg FC)
- 3 Títulos : Älvsjö AIK
- 3 Títulos : Djurgårdens IF Dam (incluindo Djurgården/Älvsjö)
- 3 Títulos : Jitex BK
- 3 Títulos : Hammarby IF
- 1 Título : Gideonsbergs IF
- 1 Título : KIF Örebro
- 1 Título : Sunnanå SK
- 1 Título : Piteå IF Dam